# Lørenskog Station
Lørenskog Station (Lørenskog stasjon) er en jernbanestation på Hovedbanen i Norge, der især er kendt for at have medvirket i børne-tv-programmet Sesam Stasjon. Stationen ligger i Robsrud i Lørenskog, tæt på grænsen til Oslo og øverst i Groruddalen. Den ligger 159,3 meter over havet, 14,2 km fra Oslo S. Den betjenes af lokaltog mellem Spikkestad og Lillestrøm.

## Historie
Stationen åbnede i 1857 under navnet Robsrud, opkaldt efter den nærmeste gård, men skiftede i 1909 navn til Lørenskog. Stationsbygningen er tegnet af arkitekten Paul Armin Due og blev opført i 1909.
I tidens løb har stationen ændret status en række gange. I 1857 var den station med udveksling af togmeldinger, i 1859 læsseplads for af- og pålæsning af gods, i 1891 blev den nedsat til holdeplads uden sikkerhedsmæssig funktion med ekspedition af passagerer og gods og i 1898 forfremmet til station med udveksling af togmeldinger og ekspedition af passagerer og gods. I 1972 blev den fjernstyret med krydsningsmuligheder og ekspedition af passagerer og vognladningsgods, en status den beholdt indtil vognladningstrafikken blev nedlagt i 1988. Omkring 2000 forsvandt det betjente billetsalg, hvorefter billet må købes i automater eller på togene.

## Sesam Stasjon
Fra 1991 til 2000 sendte NRK børne-tv-serien Sesam Stasjon, der var baseret på den amerikanske serie Sesame Street. De udendørs optagelser fandt sted på Lørenskog Station, der blev malet i spraglede farver og skiltet Sesam stasjon. De indendørs optagelser fandt sted i et 
studio hos NRK i Marienlyst i Oslo.
Mens serien blev sendt, var der mulighed for at børnehaver kunne besøge stationen. De rejste fra Oslo til Lørenskog med Sesam-toget, et tog der oprindeligt var blevet sammensat og malet i spraglede farver til brug for optagelserne. Hvis børnene var heldige, kunne der af og til være en af de medvirkende til stede på stationen.
I 2003 blev det bestemt, at Sesam Stasjon-tårnet og farverne skulle fjernes fra stationen, og at den skulle føres tilbage til sit oprindelige udseende. Tilbageførelsen skete dog først i 2006, hvor stationen fik sit oprindelige udseende tilbage med gule vægge med brune lister. Herefter fremstår den i en stil, der ligner de andre stationer på Hovedbanen mellem Oslo og Eidsvoll.